# Publications of the Astronomical Society of the Pacific
Publications of the Astronomical Society of the Pacific (abreujat PASP) (Publicacions de la Societat Astronòmica del Pacífic) és una revista científica d'edició mensual, que publica articles sobre recerques, instrumentació, avanços tècnics i resums de dissertacions sobre astronomia. És publicada per la Premsa de la Universitat de Chicago.
És administrada per la Astronomical Society of the Pacific (Societat astronòmica del Pacífic), i ha estat publicada mensualment des de 1899 fins al present (excepte un nombre, que es va perdre a causa del terratrèmol de Sant Francisco de 1906, i va haver de ser reimprès després), període en el qual ha comptat amb només vuit redactors en cap: La seva presidenta és Paula Szkody.
| Paula Szkody                 | 2005 | -    |
| Anne Cowley i David Hartwick | 1998 | 2005 |
| Howard Bond                  | 1991 | 1997 |
| D. Harold McNamara           | 1968 | 1991 |
| Katherine Kron               | 1961 | 1968 |
| William Bidelman             | 1956 | 1961 |
| Seth Nicholson               | 1943 | 1955 |
| Robert G. Aitken             | 1898 | 1942 |
| Edward Holden                | 1889 | 1898 |

Juntament amb Astrophysical Journal, Astronomical Journal, Astronomy and Astrophysics i Monthly Notices of the Royal Astronomical Society és una de les revistes principals en temes de recerca astronòmica.